# Friedrich Grabowski
Friedrich „Fritz“ Grabowski, teilweise auch Grabowsky (* 1886; † 1957) war ein deutscher rechtsgerichteter, antirepublikanischer Aktivist und Publizist während der Weimarer Republik. Er war an der Ermordung von Rosa Luxemburg und Karl Liebknecht beteiligt und gehörte zu den Verschwörern des Kapp-Putsches.

## Leben
Er studierte Rechtswissenschaften und wurde 1913 zum Dr. jur. promoviert. Danach war er als Kaufmann tätig. Nach dem Krieg wurde als sein Beruf Schriftsteller angegeben.
Er leistete während des Ersten Weltkrieges Militärdienst und war 1918 Pressechef der Garde-Kavallerie-Schützen-Division. Zu Beginn des Jahres 1919 war er beim Mord an Karl Liebknecht und Rosa Luxemburg enger Vertrauter von Waldemar Pabst und verantwortlich für den verharmlosenden Ton der amtlichen Kommuniques nach der Tat. Auch sollte er den eigentlichen Tätern zur Flucht verhelfen.
Er war danach maßgeblich beteiligt an der Organisation der „Technischen Abteilung“ aus der später die Technische Nothilfe hervorging. Außerdem war er führendes Mitglied der Nationalen Vereinigung, die als organisatorischer Kern des Kapp-Putsches gilt.
Im Jahr 1920 unterzeichnete Gustav Noske unmittelbar vor Ausbruch des Kapp-Putsches einen Haftbefehl gegen ihn und weitere Verschwörer. Während die meisten anderen gewarnt wurden, gelang seine Verhaftung. Im Zuge des Putsches wurde Grabowski, ein Vertrauter von Wolfgang Kapp, von seinen Gesinnungsgenossen befreit.
Zwischen 1931 und 1932 war er der Leiter des Montagsblattes von Hermann Ehrhardt.
Über die ersten Jahre in der Zeit des Nationalsozialismus fehlen Informationen. Im Jahr 1938 wurde er von dem nationalsozialistischen Regime wohl wegen seiner jüdischen Herkunft verhaftet und im KZ Oranienburg inhaftiert. Abwehrchef Wilhelm Canaris, den er seit dem Mord an Liebknecht und Luxemburg kannte, sorgte für seine Freilassung. Danach lebte Grabowski in Dänemark.
Während des Zweiten Weltkrieges hielt er sich zwischen 1942 und 1944 in Paris auf und war dort wahrscheinlich nachrichtendienstlich tätig. Nach dem Krieg lebte er in Aachen.

## Film
In Bernd Fischerauers zweiteiligem Dokumentarspiel Gewaltfrieden (2010) wird die Person Grabowskis von Robert Viktor Minich verkörpert.